# Голубівський заказник
Голубівський — ландшафтний заказник місцевого значення. 
Заказник розташований поблизу с. Преображенка Юр'ївського району Дніпропетровської області.
Площа заказника — 120,66 га, створений у 2012 році.